# Saint-Martial-de-Nabirat

Saint-Martial-de-Nabirat este o comună în departamentul Dordogne din sud-vestul Franței. În 2009 avea o populație de 666 de locuitori.

## Evoluția populației
| An        | 1975 | 1982 | 1990 | 1999 | 2006 | 2009 |
| --------- | ---- | ---- | ---- | ---- | ---- | ---- |
| Populație | 463  | 415  | 512  | 513  | 614  | 666  |